# Bencsik István (sportvezető)
Bencsik István (Székesfehérvár, 1928. október 27. – Székesfehérvár, 2018. június 4.) magyar labdarúgó, sportvezető, 1965 és 1983 között a VT Vasas, majd a Videoton SC elnöke.

## Pályafutása
1943-tól a székesfehérvári ARAK labdarúgója volt. 1948 és 1951 között a péti Nitrogénművek csapatában szerepelt. 1951 és 1958 között a székesfehérvári VT Vasas játékosa volt és az NB II-ben szerepelt az együttessel
1958 és 1965 között a VT Vasas labdarúgó-szakosztályának a vezetőjeként tevékenykedett. 1965-től a VT Vasas elnöke lett. 1967-ben a labdarúgócsapatnak sikerült az első osztályba jutnia. 1968-tól az ő javaslatára vett fel a klub a Videoton nevet és már így indult az NB I-ben. 1983-ig volt a klub elnöke. 1983 és 1992 között az elnökség, majd a Felügyelő Bizottság tagja volt. Sportvezető tevékenységét társadalmi munkában végezte, mellette a Videoton gyár pénzügyi osztályának vezetője volt.

## Díjai
- Magyar Népköztársaság Sport érdemérem arany fokozata
- Magyar Népköztársaság Sport érdemérem ezüst fokozata
- Székesfehérvár Megyei Jogú Város  Pro Civitate díja